# Harold Stapley
Harold Stapley, també conegut com a Henry "Harry" Stapley (Southborough, districte de Tunbridge Wells, Kent, 29 d'abril de 1883 – Glossop, Derbyshire, 29 d'abril de 1937) va ser un futbolista anglès que va competir a començaments del segle xx. Jugà com a davanter i en el seu palmarès destaca una medalla d'or en la competició de futbol dels Jocs Olímpics de Londres de 1908.
A la selecció nacional jugà un total de 3 partits, en què marcà 6 gols, quatre d'ells en la semifinal olímpica.